# 高井修 (地方公務員)
高井 修（たかい おさむ、1949年12月16日 - ）は、日本の土木技術者、地方公務員。北海道副知事を経て、伊藤組代表取締役会長、北海道経済連合会副会長。

## 人物・経歴
札幌市札幌市生まれ。1968年北海道札幌東高等学校卒業、1974年北海道大学大学院工学研究科土木工学専攻修了。同年北海道入庁。函館土木現業所勤務。1998年北海道総合企画部政策室参事。1999年北海道総合企画部構造改革推進室参事。2001年北海道帯広土木現業所所長。2002年北海道総合企画部政策室次長。2003年北海道総務部知事室長。2004年北海道知事政策部知事室長。2005年北海道経済部参事監。2007年北海道環境生活部長。2009年建設部からは初となる北海道副知事に就任。2015年伊藤組土建グループ企業の伊藤組顧問（役員待遇）に就任。同年空席となっていた伊藤組代表取締役会長に就任。2016年北海道経済連合会副会長。2018年には吉澤慶信の後任として高橋はるみ北海道知事後援会北海道を愛するみんなの会会長に就任。2019年に高橋知事が退任して参議院議員に転じたのちも同職を継続した。2021年、瑞宝中綬章受章。